# Ogre (stad)
Ogre is een stad in de Letse gemeente Ogres novads bij de monding van de rivier Ogre in de Westelijke Dvina.
Er zijn archeologische sporen van bewoning van drie tot vijfduizend jaar voor Christus gevonden rond de huidige plaats. In het gebied woonden Lijven en Letgallen. In de Kroniek van Hendrik van Lijfland wordt over een krijgsraad van de Lijven gesproken in 1206 die gelokaliseerd werd op een van de twee heuvels bij de huidige plaats.
Ogre ontstond nadat in 1861 de spoorlijn Riga - Daugavpils aangelegd was als zomeroord voor inwoners van Riga. In de Eerste Wereldoorlog werd de toen uit driehonderd huizen bestaande plaats twee jaar geëvacueerd omdat ze in de frontlinie langs de Westelijke Dvina lag. Ten tijde van de Republiek Letland bloeide Ogre op als kuuroord en verkreeg in 1928 stadsrechten. De Tweede Wereldoorlog doorstond Ogre vrij goed en op 9 oktober 1944 werd de stad ingenomen door het Rode leger. Bij de stad was een Duits krijgsgevangenenkamp (1944-1951) en ligt een Duitse begraafplaats voor militairen uit beide wereldoorlogen. Ten tijde van de Sovjet-Unie werd Ogre meer een industriestad. Onder meer automotive bedrijf Ogres Servisa Centrs is er gevestigd. Sinds 1994 heeft Ogre een stedenband met het Nederlandse Hengelo.

## Geboren
- Igors Stepanovs (21 april 1976), voetballer